# Pakhuis Libau (Groningen)
Pakhuis Libau is een voormalig pakhuis aan het Hoge der A in de Nederlandse stad Groningen. Het is in gebruik als kantoorpand door de gelijknamige stichting Libau, de Monumentenwacht Groningen en de Vereniging Groninger Monument Eigenaren. 
Pakhuis Libau is drie verdiepingen hoog. Elke verdieping is voorzien van een hijsluik en aan de topgevel is nog een trijshuisje aanwezig. Ook in de zijgevel (bereikbaar via de Haaksgang) bevindt zich een hijswiel voor het omhoog takelen van goederen. Dit hijswiel is van het Groninger type dat inpandig bediend werd. Het pakhuis werd in 1971 als rijksmonument in het Monumentenregister ingeschreven.

## Geschiedenis
Het oudste deel van het pand is omstreeks 1300 gebouwd. Libau is een van de oudste panden in Groningen. Gedurende de middeleeuwen had het pand een woon-werkfunctie. De toenmalige begane grond (huidige kelder) en erboven gelegen woonhal werden bewoond. De vroegere stookplaats op de huidige begane grond geeft een indruk van de hoogte die de woonhal had. De verdiepingen hadden een opslagfunctie. 
In de 17e eeuw is het pand in gebruik als bierbrouwerij. Dit blijkt onder meer uit de vogelvluchtkaart van Egbert Haubois uit 1643. Op deze kaart is een putgalg met watergoot te zien waarmee water het pand in werd geleid. Het water van de Drentse A was in die tijd van goede kwaliteit en geschikt voor het brouwen van bier. Langs het Hoge der A stonden veel bierbrouwerijen; dit was de productieplaats van het kluunbier. Het pand had ook toen nog een woon-werkfunctie. De inmiddels verbouwde woonhal werd bewoond door de brouwer die de verdiepingen gebruikte voor opslag. De kelder werd onderverhuurd. 
Aan het eind van de 18e eeuw kocht de graanhandelaar W.J. Hesselink het pand. Korte tijd later kocht hij ook de buitenplaats Vaartwijk te Westerbroek. Libau is dan alleen nog in gebruik als pakhuis. De familie Hesselink heeft de huidige voorgevel voor het pakhuis laten zetten. Vanaf de late 18e en in de 19e eeuw was er vanuit Groningen veel (graan)handel met het Oostzeegebied. Vrijwel zeker is Hesselink degene die het pakhuis Libau heeft genoemd, naar de stad Liepāja in Letland. Als zijn nazaten het pakhuis verkopen heeft het de naam Libau. Ook de volgende eigenaren gebruikten Libau als graanpakhuis. In 1882 werd de achterbouw van het pand, die zich aan de Haaksgang bevindt, vervangen door een nieuw pakhuis. 
In de jaren 20 is de zakkenhandel en -verhuurderij Noord-Nederlandse Zakkenhandel in het pakhuis gevestigd. Daarna is Pakhuis Libau tot aan 1975 opnieuw in gebruik geweest als graanpakhuis door Zaadhandel voorheen B.H. van Munster. Na de Tweede Wereldoorlog voldeed het pakhuis niet meer aan de eisen werd niet meer in het pand geïnvesteerd. Langzaam verviel het pand, een lot dat ook vele andere pakhuizen trof. 
In de jaren 80 is het pand gerestaureerd en werd het opnieuw in gebruik genomen voor wonen en werken. De eigenaar vernoemde zijn bedrijf, een zeefdrukkerij, naar het pakhuis. In 1994 kocht de Provinciale Schoonheidscommissie het pand en nam het in gebruik als kantoorruimte. De Provinciale Schoonheidscommissie noemde zich vervolgens naar het pand. Sinds 2002 is ook de Monumentenwacht Groningen in Pakhuis Libau gevestigd, 1,5 decennium later volgde de in 2017 opgerichte Vereniging Groninger Monument Eigenaren.